# Otto Jaekel
Otto Max Johannes Jaekel (21 de febrer de 1863 – 6 de març de 1929), fou un paleontòleg i geòleg alemany.
Jaekel va néixer a Neusalz (Nowa Sól), Silèsia prussiana. Va estudiar geologia i paleontologia a Liegnitz (Legnica). Després de graduar-se el 1883, va mudar-se a Breslau (Wrocław) on va estudiar sota Ferdinand Roemer fins a1885. Karl von Zittel el va guardonar amb un doctorat en Filosofia a Múnic el 1886. Entre 1887 i 1889, Jaekel feu d'assistent d'E.W. Benecke al Geologisch-Paläontologisches Institut a Straßburg, i va treballar a la Berlín i al Geologisch-Paläontologisches Museum a partir de 1894.
Jaekel va traslladar-se a la Universitat de Viena el 1903. Entre 1906 i 1928, va fer de professor a la Universitat de Greifswald, on fundà la Societat Paleontològica Alemanya el 1912. Va descriure una segona espècie de Plateosaurus el 1914. Després de jubilar-se a Greifswald, Otto Jaekel acceptà un càrrec a la Universitat de Sun Yat-sen a Guangzhou el 1928. Jaekel va morir després d'una curta i sobtada malaltia a l'Hospital Alemany a Beijing.
Tot i que Jaekel s'especialitzà en l'estudi de fòssils de vertebrats, 27 de les seves publicacions foren sobre echinodermata.

## Obres
- Stammesgeschichte der Pelmatozoen. Berlin, Springer, 1899
  - volum 1:. Thecoidea und Cystoidea (1899)
- Die Wirbeltiere : eine Übersicht über die fossilen und lebenden Formen. Berlin: G. Borntraeger, 1911
- Die Morphogenie der ältesten Wirbeltiere. Berlin: G. Borntraeger, 1929